# Fizzball
Fizzball ist ein plattformübergreifendes Computerspiel des amerikanischen Studios Grubby Games. Der Spieler muss dabei den namensgebenden „Fizzball“ über den Bildschirm springen lassen. Das Spiel war 2007 ein Finalist für einen Preis beim Independent Games Festival. Eine Wii-Version mit dem Titel Doctor Fizzwizzle's Animal Rescue wurde später veröffentlicht.

## Handlung und Gameplay
Auf der Insel haben sich in letzter Zeit alle Tiere seltsam verhalten und Professor Fizzwizzle hat die Aufgabe übernommen, sie alle mit seiner neu erfundenen magischen Blase einzufangen. Die Tiere werden in einem Bereich aufbewahrt und mit den Münzen gefüttert, die er während der verschiedenen Level auf der Insel gesammelt hat.
In diesem Spiel sammeln Spieler Münzen, indem sie eine Reihe von Levels abschließen. Dabei müssen sie eine Blase nach oben springen lassen und auf ein Spielfeld voller Tiere treffen. Jedes Level enthält unterschiedliche Hindernisse wie zerbrechliche Gegenstände, beispielsweise Zäune, die zerstört werden müssen, um zu einigen Tieren zu gelangen. Die Tiere sind in verschiedenen Größen vorhanden und einige können nur eingesammelt werden, wenn die Blase groß genug ist. Zu Beginn des Spiels ist die Blase klein und kann nur kleine Tiere einsammeln. Doch je mehr Tiere eingesammelt werden, desto größer wird die Blase und ermöglicht das Einsammeln größerer Tiere.
Die Levels sind auch mit Gefahren wie Fässern voller giftigem Abfall verbunden, die es zu vermeiden gilt. Spieler erhalten Bonuspunkte, wenn sie diese Gefahren geschickt umgehen.

## Bewertung
Das Spiel wurde insgesamt positiv bewertet. In einer Bewertung von 9.0/10 bezeichnete Inside Mac Games die Grafik als „absolut erstaunlich für ein Spiel, das so schnell läuft.“ Die Musik wurde als „ziemlich glatt und gut funktionierend“ beschrieben und insgesamt wurde das Spiel als „sehr empfehlenswert!“ bewertet. Jay is Games lobte das „einfache, unbeschwerte Gameplay,“ das „eine Freude zu spielen“ sei.
Allerdings gab es auch Kritik am niedrigen Schwierigkeitsgrad des Spiels. Jay is Games bedauerte, dass „das einzige Problem, das ich damit hatte, und es ist ein großes, ist, dass die Schwierigkeit lange Zeit auf einem niedrigen Level bleibt.“